# ダルビニンクー・ジョディス (カウナス)
『ダルビニンクー・ジョディス』（リトアニア語: Darbininkų žodis）は、リトアニアの日刊紙。1940年6月29日から1941年6月21日までカウナスでリトアニア・ソビエト社会主義共和国労働組合中央委員会によって発行されていた。編集長はJ・クヴィエトカウスカス (J. Kvietkauskas) 。